# Bimota DB12 B.Tourist
 (septembre 2023).
La DB12 B.Tourist est un modèle de motocyclette du constructeur italien Bimota.
La DB12 B.Tourist a été présentée au salon EICMA 2012. À l'instar de la BB2, l'esthétique est l’œuvre de la société Sak_art design. Sur une base de DB9, la DB12 est présentée comme une machine plus routière.

## Caractéristiques
Elle est équipée du moteur bicylindre en V à 90°, quatre temps, que l'on retrouve sur la Ducati Diavel. Il est retravaillé et développe 162 ch à 9 500 tr/min pour un couple de 13 mkg à 7 700 tr/min.
Le freinage est assuré par Brembo, grâce à deux disques pétales de 320 mm de diamètre à l'avant, mordus par des étriers radiaux quatre pistons, et un simple  disque de 220 mm de diamètre à l'arrière, pincé par un étrier double piston.
Le cadre treillis tubulaire au chrome-molybdène est semblable à celui équipant la DB9. Il est ancré sur deux platines latérales en aluminium.
La fourche télescopique inversée est signée Marzocchi et fait 43 mm de diamètre. Le monoamortisseur est de marque Extreme Tech.
Le poids à sec annoncé est de 185 kg.
Le réservoir emporte 18 litres de carburant.
La DB12 B.Tourist est présentée dans une livrée blanche et noire.
Elle est équipée d'un GPS TomTom et de sacoches cavalières en textile. Par rapport à la DB9, le carénage est plus enveloppant et la bulle plus haute.